# William Wei
William Wei (también conocido como Wei Li An) (5 de marzo de 1987, Taichung), es un cantante y compositor taiwanés. Asistió a la Nacional "Dalí Senior High School" y se graduó en el departamento exterior de la Universidad Nacional de idiomas en Taiwán en 2010. Sus padres, Wei Chin-long (韋金龍) y Chen Yu-mei (陳玉 美), son profesores en los departamentos de lenguas extranjeras en la Universidad Nacional de Chung Hsing y de la Universidad Nacional Chung Cheng.
La primera vez que comenzó a publicar su música en el blog de Streetvoice, colocado en plataforma de línea en 2006, lo cual recibió atención de los medios de comunicación en lo que fue considerado el campeón en la red televisiva de CTS en el programa "Happy Sunday" o "Feliz domingo" (快乐 星期天). [5]
En 2009, Wei lanzó su primer EP titulado "Hombre Hombre Deng" (慢慢 等). Al año siguiente, el 4 de junio de 2010, lanzó su homónimo álbum debut titulado William Wei (韦 礼 安 首张 同名 全 创作 专辑), en el que fue denominado en mejor cantante masculino en lengua mandarín, además de mejor Artista Nuevo, Mejor Álbum en mandarín y Mejor Compositor en la 22 ª de Melody Awards Gold en 2011, posteriormente, fue nominado ganador como Mejor Artista Nuevo.

## Discografía
- Wei Li An (韋禮安), released June 2010
  1. Yǒu méi yǒu (有沒有)
  2. Liǎng jiǎo shū chú de táo wáng (兩腳書櫥的逃亡)
  3. Gù shì (故事)
  4. Yīn wèi ài (因為愛)
  5. Màn man děng (慢慢等（新版）)
  6. Fān yì liàn xí (翻譯練習)
  7. Lǐ yóu (理由)
  8. Yīn tiān de xiàng rì kuí (陰天的向日葵)
  9. Wán měi yì diǎn (完美一點)
  10. Hǎo tiān qì (好天氣（新版）)
- Wei Li An (Night Concert Edition) (韋禮安（演唱會黑夜版）), released August 2010
  1. CD
  2. Yǒu méiyǒu (有沒有)
  3. Liǎng jiǎo shūchú de táowáng (兩腳書櫥的逃亡)
  4. Gùshì (故事)
  5. Yīnwèi ài (因為愛)
  6. Màn man děng (慢慢等（新版）)
  7. Fānyì liànxí (翻譯練習)
  8. Lǐyóu (理由)
  9. Yīn tiān de xiàngrìkuí (陰天的向日葵)
  10. Wánměi yì diǎn (完美一點)
  11. Hǎo tiānqì (好天氣（新版）)
  12. DVD

  -     1. Yǒu méiyǒu (有沒有)
    2. Yīnwèi ài (因為愛)
    3. Màn man děng (慢慢等)
    4. Hǎo tiānqì (好天氣)
    5. Yīn tiān de xiàngrìkuí (陰天的向日葵)
    6. Liǎng jiǎo shūchú de táowáng (兩腳書櫥的逃亡)
- 'Liǎng jiǎo shūchú de táowáng' yǎnchàng huì Live (「兩腳書櫥的逃亡」演唱會Live), released June 2011
  1. CD-1

  -     1. Yīnwèi ài (因為愛)
    2. A Beautiful Mess
    3. Fānyì liànxí (翻譯練習)
    4. Gùshì (故事)
    5. Rénzhì (人質)
    6. Ài ài ài (愛愛愛)
    7. You're Beautiful
    8. This Love
    9. Wài. Lài (外.賴)
    10. She'll Be An Angel
    11. Wǒ yī zhī zhū hé tā de nǚpéngyǒu (我 一隻豬 和他的女朋友)
    12. Liǎng jiǎo shūchú de táowáng (兩腳書櫥的逃亡)
    13. Wánměi yì diǎn (完美一點)
    14. Xiǎo yǎnjīng (小眼睛)
    15. Gāolí cài +chóng lái (高麗菜+重來)

  1. CD-2

  -     1. The Blower's Daughter
    2. Sòng nǐ yī bǎ nítǔ (送你一把泥土)
    3. Grace Kelly
    4. Yǒu méiyǒu (有沒有)
    5. Yīn tiān de xiàngrìkuí (陰天的向日葵)
    6. Lǐyóu (理由)
    7. Hǎo tiānqì (好天氣)
    8. Màn man děng (慢慢等)